# Eduard de Norwich
Eduard de Norwich KG (1373 - 25 d'octubre 1415) va ser fill del primer duc de York, Edmund de Langley, i la seva primera esposa, Isabel de Castella.
Va néixer a Norwich i des de la infància fou molt pròxim al seu cosí el rei Ricard II, que l'afavorí nomenant-lo Comte de Rutland el 1390 i Duc d'Aumale el 1397. Aquesta associació el va deixar apartat de la cort quan Enric IV va usurpar el tron, i el nou monarca li va retirar el títol de duc. El 1400 va participar en una conspiració contra Enric IV, però aparentment la revolta fracassà perquè ell mateix va confessar la trama al monarca per tornar a guanyar el seu favor. El 1402, a la mort del seu pare, va heretar el ducat de York.
Va casar-se amb Felipa de Mohun, una vídua que tot i tenir un fill del primer matrimoni, no va donar descendència a Eduard.
Eduard va escriure "The Master of Game", una traducció del francès del tractat de caça de més reputació a l'Edat Mitjana: el "Livre de Chasse" de Gaston Phoebus. Hi afegí 5 capítols propis.
Eduard va prendre part a la guerra contra França liderada pel rei Enric V i va morir en la batalla d'Azincourt, convertint-se en la baixa anglesa més rellevant de la batalla.
És un dels personatges més importants de l'obra teatral de Shakespeare Ricard II, i també apareix en un paper secundari a Enric V. Tot i que la seva mort és descrita per Shakespeare i d'altres com un acte d'heroisme, a veritat és que va ser un accident desafortunat: al caure del seu cavall va quedar atrapat sota una pila de cadàvers d'altres i cavalls on morí asfixiat.